# Gotha
Gotha è una città tedesca di 45 099 abitanti, appartenente al Land della Turingia.
È il capoluogo, e il centro maggiore, del circondario omonimo.
Gotha si fregia del titolo di "Grande città di circondario" (Große kreisangehörige Stadt).

## Geografia fisica
Gotha si trova 74 km a nord-ovest dalla città di Coburgo.

## Storia
In passato fu capitale del ducato di Sassonia-Coburgo-Gotha, poi rimpiazzata da Coburgo. È in questa città che per la prima volta, nel 1764, fu pubblicato l'Almanacco di Gotha. Dal 22 al 27 maggio 1875 vi si svolse il congresso da cui scaturì, attraverso il Programma di Gotha, il primo nucleo del Partito Socialdemocratico Tedesco (SPD, in tedesco: Sozialdemokratische Partei Deutschlands). Le perplessità di Karl Marx rispetto al nuovo organismo politico costituirono l'argomento del libello Critica del Programma di Gotha. Nel 1925 a Gotha sono nati gli Avventisti del Settimo Giorno del Movimento di Riforma.

## Luoghi d'interesse

### Edifici religiosi
- Margarethenkirche

### Edifici civili
- Castello Friedenstein oggi sede di diversi musei
- Museo ducale
- Municipio Vecchio
- Palazzo Friedrichsthal

### Parchi
- Parco del castello

## Musei
- Gothaer Haus der Versicherungsgeschichte (casa della storia dell'assicurazione)
- Herzogliches Museum (museo ducale)
- Museum der Natur Gotha (museo di storia naturale)
- Museo per la storia regionale e arte popolare (nel castello Friedenstein)
- Musei annessi al Castello Friedenstein

## Amministrazione

### Gemellaggi
- Romilly-sur-Seine, dal 1960
- Salzgitter, dal 1988
- Gastonia, dal 1993
- Kielce, dal 1997
- Martin, dal 1997[2]

## Almanacco di Gotha
Dal nome di questa città prende origine il termine gotha o gòta che nel suo significato esteso indica coloro che rappresentano la massima autorità e che rivestono il maggior prestigio in un determinato campo. Infatti, nella città di Gotha dal 1763 al 1944 veniva pubblicato periodicamente l'Almanacco di Gotha, contenente le genealogie dei sovrani e nobili tedeschi ed europei.

## Voci correlate

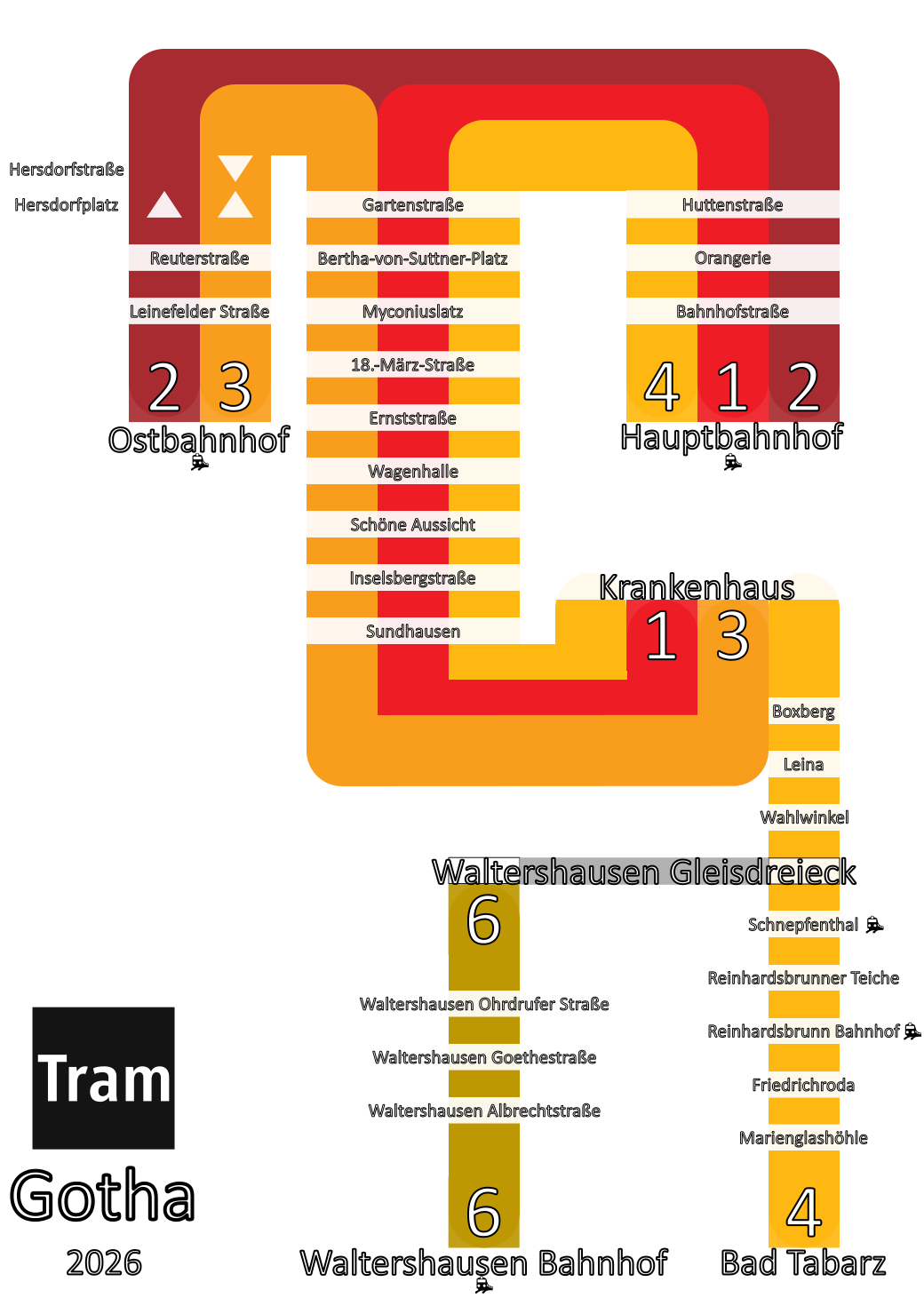
(2025)